# Livia De Paolis
Livia De Paolis es una actriz, guionista, directora y productora de cine italiana.

## Carrera
De Paolis escribió, dirigió, produjo y protagonizó la película Emoticon ;), también protagonizada por Michael Cristofer, Carol Kane, Sonia Braga, Christine Ebersole, Daphne Rubin-Vega y Diane Guerrero. La película se estrenó en el Chinese Theatre en Los Ángeles durante el festival Dances With Films en 2013 y fue la película de la noche de apertura en el Gen Art Film Festival 2013 en Nueva York, donde ganó el Premio a la Mejor Colaboración. Emoticon;) fue publicada por Indiecan Pictures en Cinema Village en Nueva York y en Laemmle Music Hall en Beverly Hills y actualmente está disponible en DVD y en todas las principales plataformas digitales.
Kelly Maxwell de la revista Bust se refiere a De Paolis como "una excelente escritora" que "entiende claramente las relaciones humanas". "De Paolis pudo abordar su película debut con gracia y espero ver hacia dónde se dirige como cineasta".